# چای ترش (گیاه)
چای ترش ، چای مکه (نام علمی: Hibiscus sabdariffa) مترادف (نام علمی: Hibiscus gossypifolius) نام یک گونه از سرده گل بامیه است.

## نگارخانه

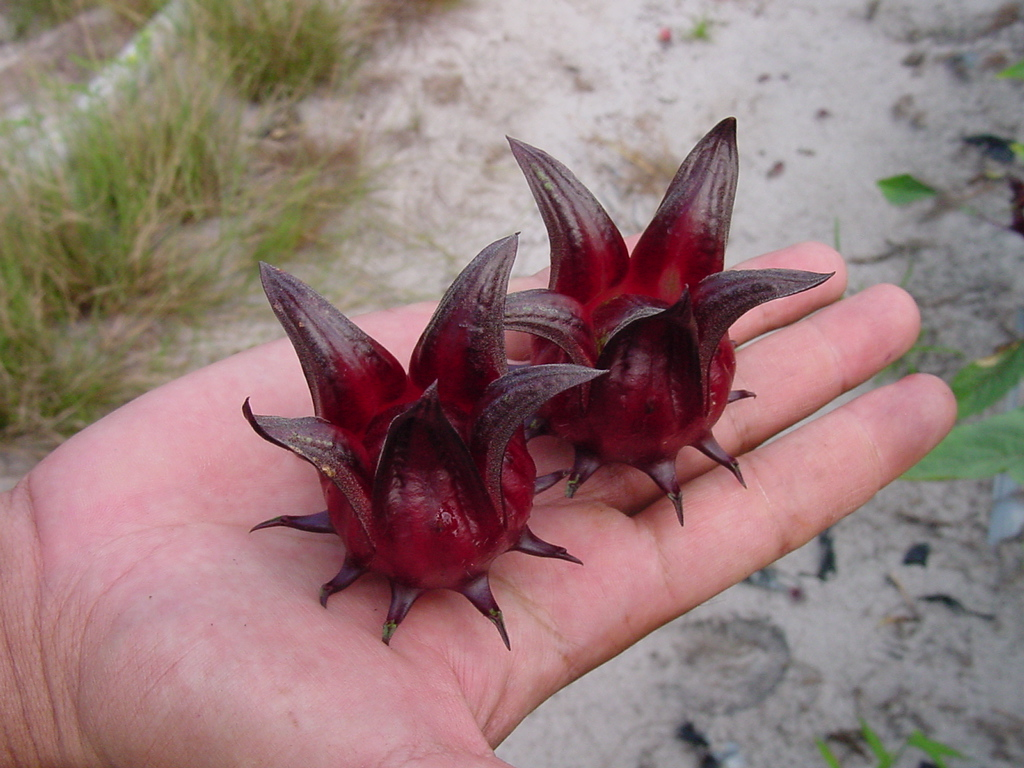
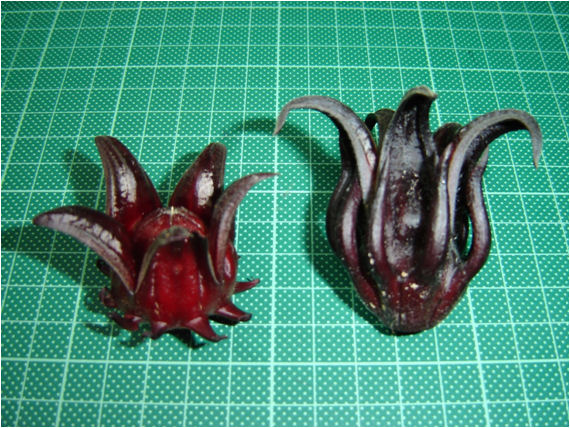
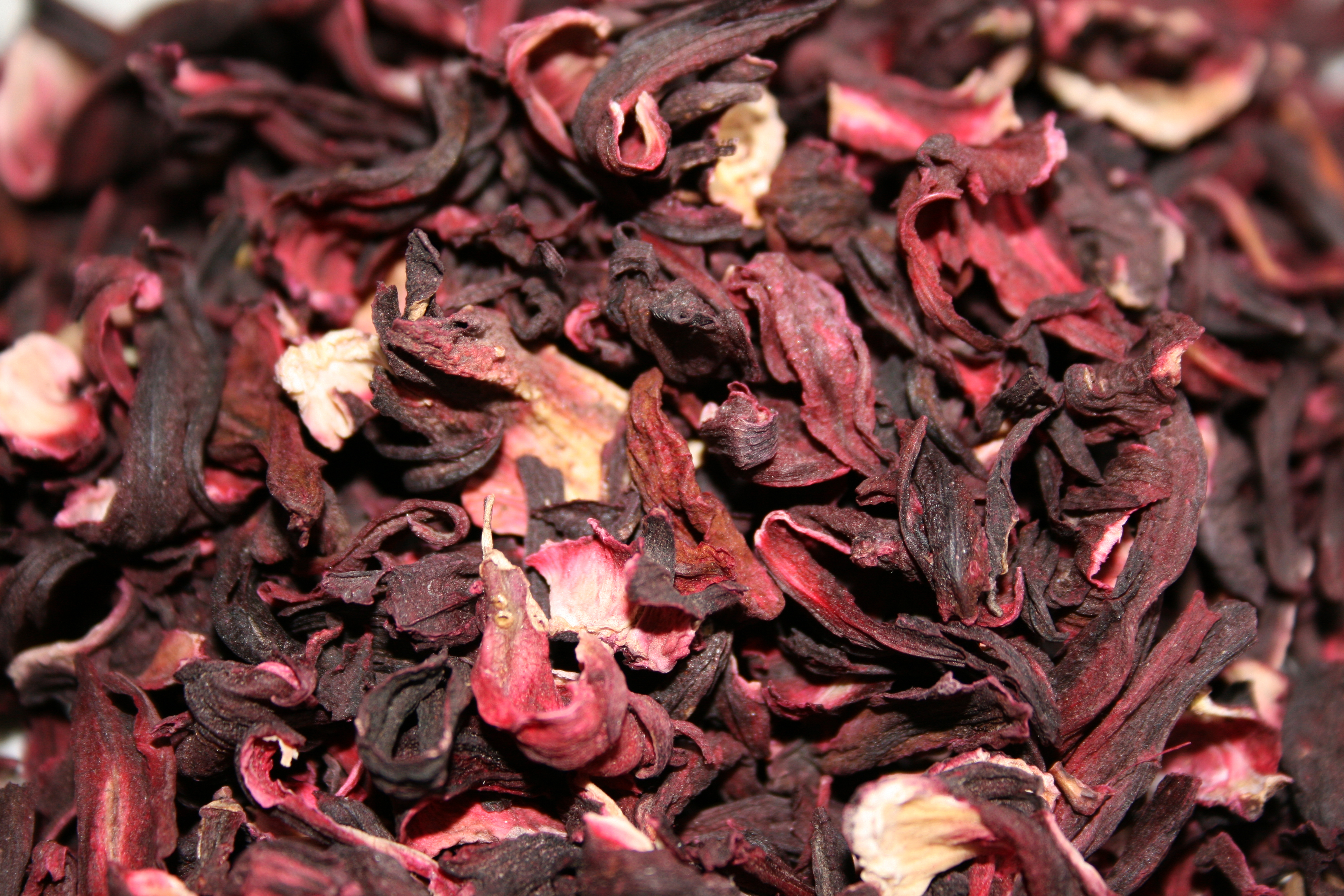
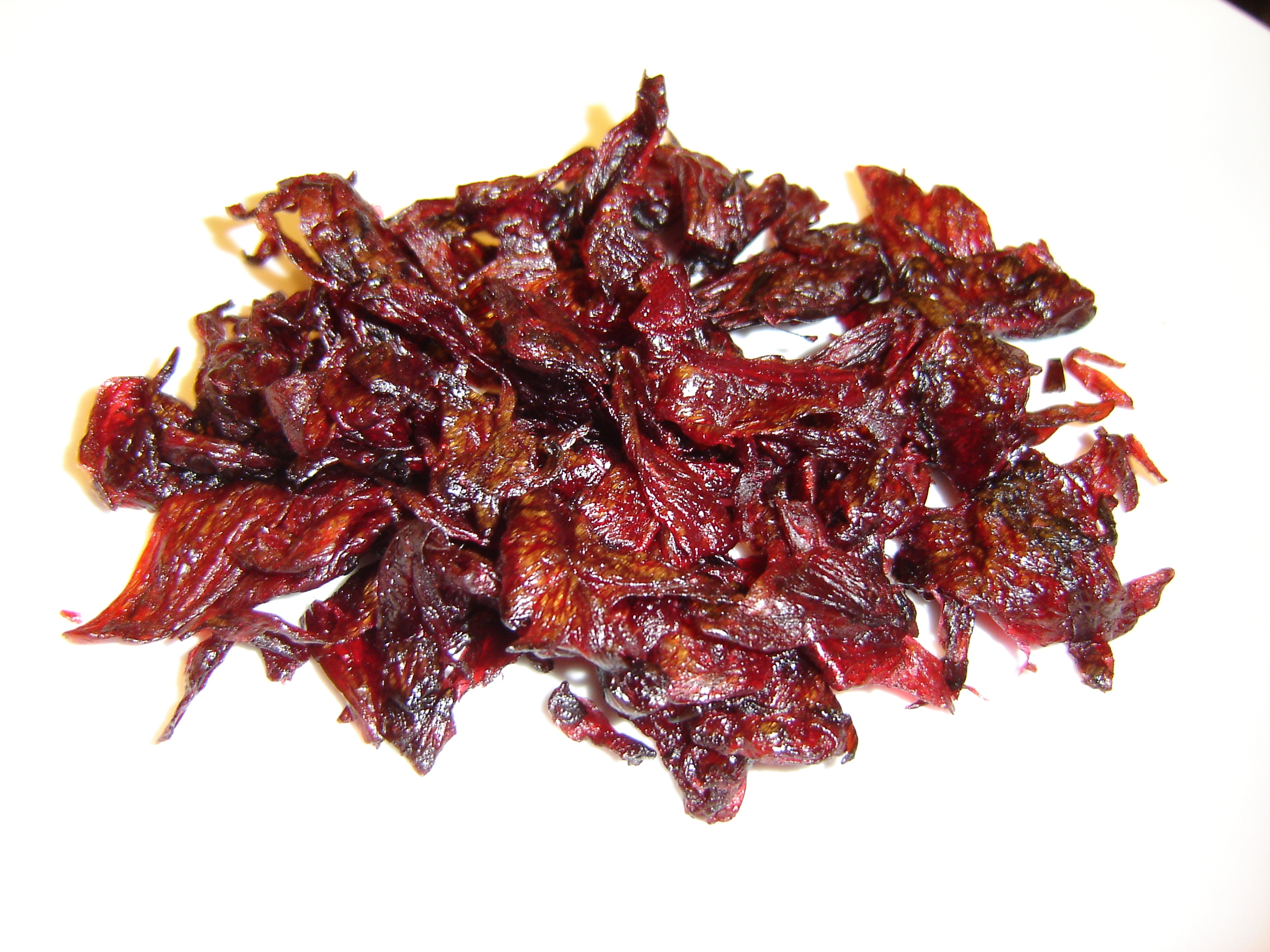
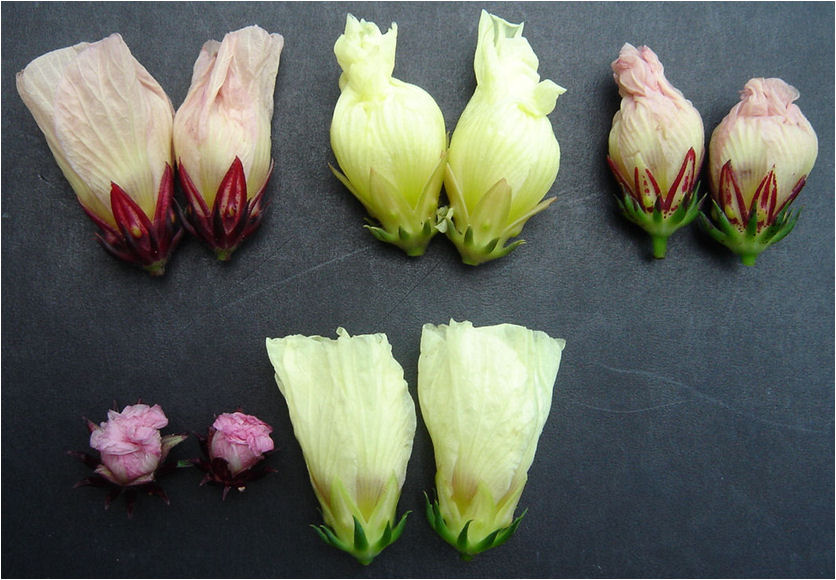
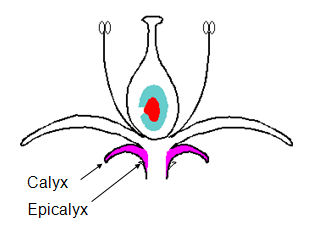
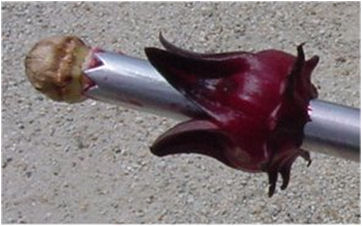
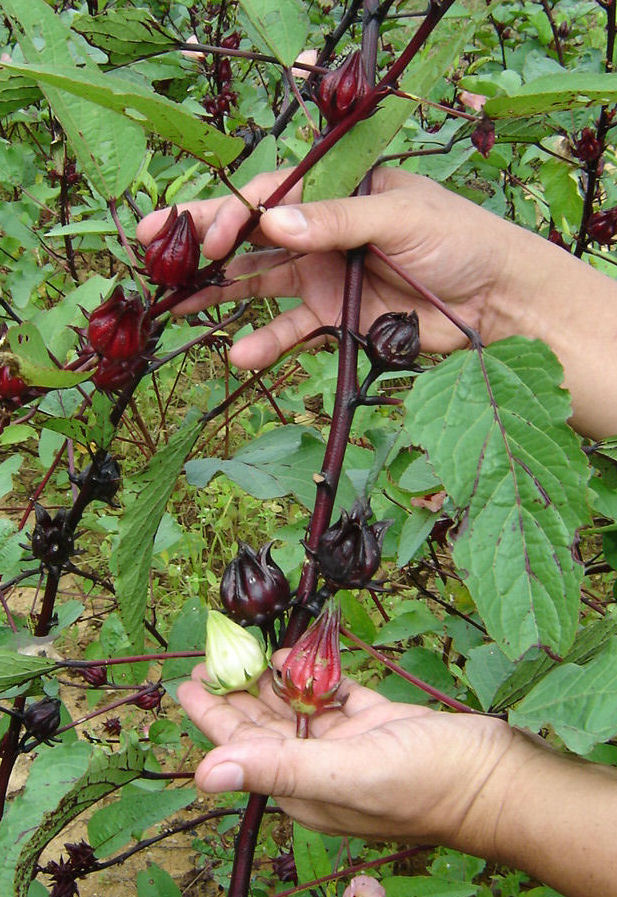